# アレクサンダー・ゴールデンワイザー
アレクサンダー・A・ゴールデンワイザー（Alexander A. Goldenweiser, Aleksandr Aleksandrovič Goľdenvejzer, 1880年1月29日 - 1940年7月6日）は、ウクライナ出身の人類学・社会学者。
1880年にウクライナのキエフでユダヤ系の家庭に生まれる。1900年にアメリカに移住。おなじユダヤ系のフランツ・ボアズの下で人類学を学び、1910年にコロンビア大学で博士号を得る。
その後、コロンビア大学、ニュー・スクール講師、ワシントン大学教授、ウィスコンシン大学、リード大学客員教授を務めた。

## 著作
- "Totemism; An analytical study", 1910
- "Anthropology; An Introduction to Primitive Culture", 1937
- "Early civilization, An Introduction to Anthropology", 1922
- "History, psychology and culture", 1937